# Нумидија
Нумидија је у античко доба берберско краљевство, а касније римска провинција на северој обали Африке између Мауританије и Картагине. Нумидија је обухватала делове данашњег Алжира и Туниса.
Становници Нумидије била су берберска племена подељена у две племенске групе Масиле у источној Нумидији и Масесиле у западној Нумидији.
Нумидија је, у свом оснивању, била омеђена реком Мулуја на западу, провинцијом Африка и Киренајком на истоку, Средоземним морем на северу, а Сахаром на југу, тако да је Нумидија у потпуности окружила Картагину осим према мору. пре него што ју је Масиниса проширио поред Мулује и вазализирао Бокар, и стигао до Атлантског океана на западу.

## Нумидија у Другом пунском рату
Током Другог пунског рата источна племена су сарађивала са Римљанима, а западна са Картагином. Међутим пред крај рата Масиниса, вођа Масесила прелази на римску страну и помаже Римљанима у бици код Заме. Други пунски рат завршио се римском победом у бици код Заме 202. пре Христа, а Масиниса је учврстио своју позицију првог краља уједињене Нумидије уз одушевљено римско покровитељство. Због заслуга у победи над Ханибалом Римљани дају целу Нумидију на управљање Масиниси. Нумидија тада обухвата територије од Мауританије до Картагине, а такође и југоисточно до Киренајке, тако да Нумидија окружује Картагину.

## Под римском влашћу
Под Масинисом и његовим сином Миципсом, Нумидија је цветала. Током ове ере стабилности, Нумидија је значајно напредовала. У Нумидији се развија трговина, оснивају се градови и оснива се редовна војска. Када је Миципса умро 118. пре Христа, заједно су га наследила његова два сина Хијемпсал I и Адхербал, и нећак Југурта, који је био веома популаран међу Нумиђанима. Хијемпсал и Југурта су се посвађали одмах након смрти Миципсе. На власт у Нумидији долази Југурта 118. п. н. е., који изазива Југуртин рат са Римљанима. Југурта је поражен и одведен у затвор Тулијанум, где је убрзо умро од хладноће и глади 106. п. н. е. Нумидија се после његове смрти распарчава. Један дио припада Мауританији, а други део остаје под локалним принчевима до рата између Цезара и Помпеја. Цезар од Нумидије ствара провинцију Африка Нова, а касније Август поново поставља Јубу II као краља. Затим Јуба II постаје краљ Мауританије, која обухвата део Нумидије.

## Инвазија Вандала
Нумидија као римска провинција доживљава културни успон. Инвазија Вандала 428. то зауставља, па почиње лагано пропадање, а пустиња поново осваја пољопривредно земљиште.